# Evelina Eriksson
Evelina Eriksson (n. 20 august 1996, în Österhaninge) este o handbalistă suedeză care joacă pentru echipa națională a Suediei.
Eriksson a fost inițial selectată în echipa Suediei pentru Campionatul European din 2020, dar nu a mai fost inclusă în formația care a făcut deplasarea la turneul final.
Până în 2022 ea a jucat pentru Vipers Kristiansand. Pe 1 martie 2022, CSM București a anunțat că handbalista a semnat un contract cu clubul românesc, pentru care evaluează începând din vara anului 2022.

## Palmares
- Liga Campionilor EHF:
  -  Câștigătoare: 2021, 2022

- Liga Norvegiană:
  - Câștigătoare: 2021, 2022

- Cupa Norvegiei:
  -  Câștigătoare: 2020, 2021, 2022